# 1855 في فرنسا
فيما يلي قوائم الأحداث التي وقعت خلال عام 1855 في فرنسا.

## ظهور
- 1 يناير – شتاء في الجليد رواية من تأليف جول فيرن.

## مواليد

### يناير
- 20 يناير – إرنست شوسون ملحن فرنسي.

### مارس
- 7 مارس – ماري جوزيف لاغرانج

### مايو
- 9 مايو – فرانوسا بومبون نَحّات فرنسي.

### يوليو
- 24 يوليو – رينيه باسيه

### أغسطس
- 9 أغسطس – جان لورين

### أكتوبر
- 28 أكتوبر – جاك كوري فيزيائي فرنسي.

### ديسمبر
- 28 ديسمبر – إيمانويل دريك دل كاستيلو عالم نبات فرنسي.

## وفيات

### يناير
- 26 يناير – جيرار دي نرفال (مواليد 1808)

### مارس
- 3 مارس – جاك شارل دوبون دو لور (مواليد 1767) سياسي فرنسي.

### أبريل
- 19 أبريل – رينيه إدوارد دو فيلييه دو تيراج (مواليد 1780) عالم بعلوم الإنسان فرنسي.

### نوفمبر
- 23 نوفمبر – ماتيو موليه (مواليد 1781) سياسي فرنسي.
- 30 نوفمبر – فلجانس فرينل (مواليد 1795)

### ديسمبر
- 2 ديسمبر – لويس أنطوان فرانسوا بايلون (مواليد 1778)